# Bally (entreprise)
Pour les articles homonymes, voir Bally.
Bally est une entreprise fondée en tant que Bally & Co en 1851 par Carl Franz Bally et son frère Fritz dans le sous-sol de la maison familiale à Schönenwerd (Soleure) en Suisse. Bally est connu principalement comme une marque de chaussures bien que disposant également d'une gamme de prêt-à-porter et accessoires.

## Historique

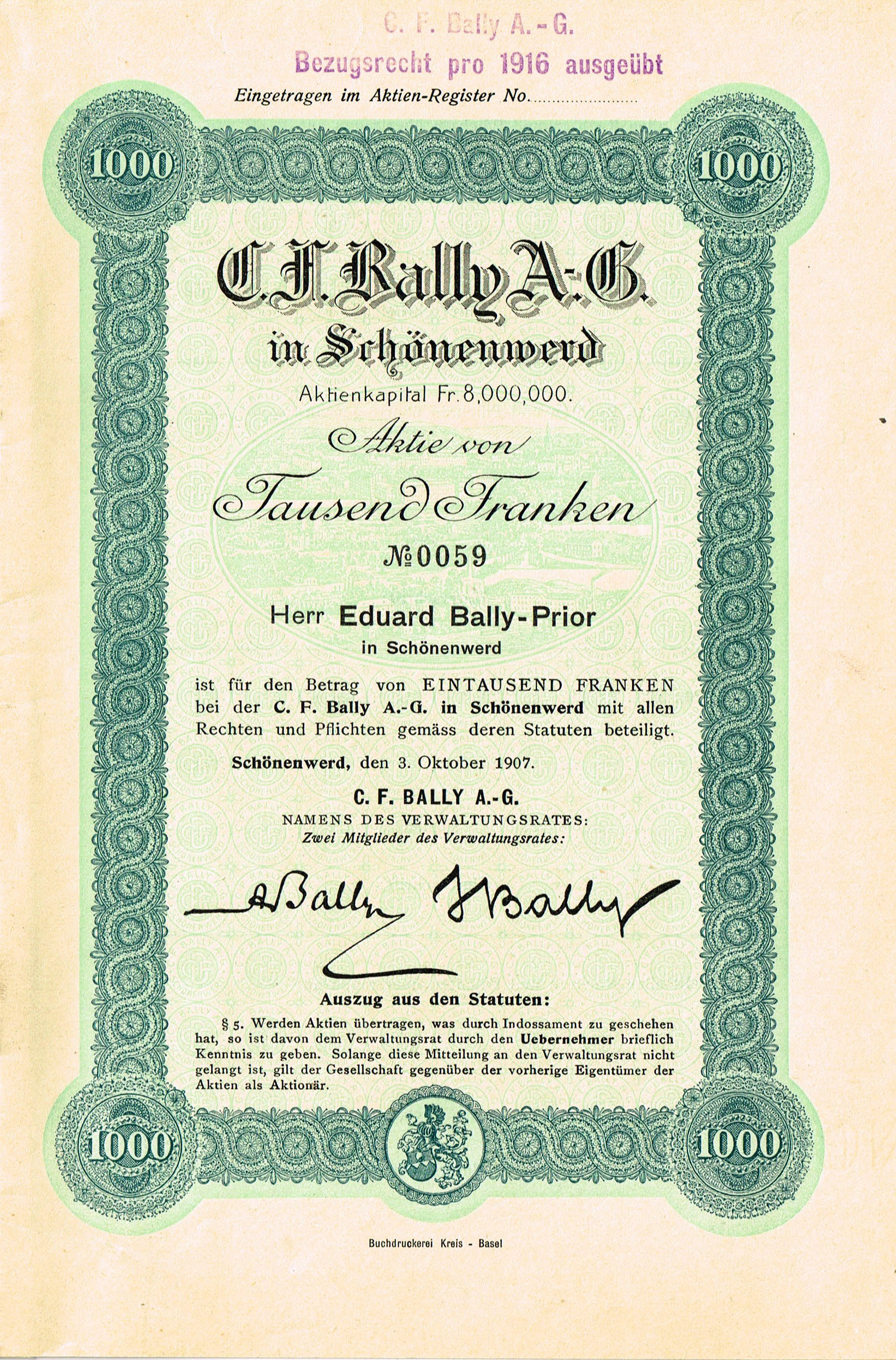
Action de la C. F. Bally AG, datée du 3 octobre 1907.

Ancien logo.

Bally a été fondée par Carl Franz Bally dans le canton de Soleure. À l'origine, l'entreprise familiale fabrique des rubans élastiques mais un voyage à Paris et un cadeau à son épouse vont changer le destin de Bally.
Lors d'un voyage d'affaires à Paris en 1849, Carl Franz a voulu offrir à sa femme des boots à lacets, chaussures à la mode à l'époque. Incapable de se souvenir sa pointure exacte, il décide d'acheter douze paires, en douze tailles différentes, imaginant que l'une d'entre elles lui conviendrait forcément. Lors de sa visite à l'échoppe parisienne où les boots étaient confectionnées, il remarque que chaque chaussure a des boutons avec des fermetures élastiques semblables à celles que sa famille fabrique en Suisse. Motivé par la possibilité d'améliorer la vie des habitants de sa région, il décide alors d'étendre son activité à la production des chaussures. Avec son frère Fritz, Franz Carl embauche plusieurs personnes et, ensemble, ils commencent à produire des chaussures faites entièrement à la main dans la cave de leur maison de Schönenwerd.
L'entreprise Bally est créée à Schönenwerd en 1851. Cette même année marque la construction de la première usine située dans le centre du village. En 1854, Fritz Bally prend sa retraite. Dans les années 1870, Bally est reconnue comme le leader de l'industrie de la chaussure[réf. nécessaire]. Le nom de la société change en C. F. Bally, puis en C. F. Bally & Sons lorsque le fondateur de la marque remet les rênes de la société à ses fils en 1892. Carl Franz décède en 1899 mais transmet son esprit pionnier à ses fils. Bally se développe alors à l'échelle internationale et ouvre des magasins à Genève et Montevideo (Uruguay) en 1870, puis à Buenos Aires (1873), Paris (1879) et Londres (1882). Dans les années 1980, Bally est une des premières marques de luxe à ouvrir une boutique en Chine. La marque a, à présent, élargi son offre pour inclure le prêt-à-porter, les sacs à main et les accessoires pour hommes et femmes (1976). En 1990, la marque prend véritablement une dimension internationale en ouvrant dans plusieurs pays.

### Bally-Camsat
Vers 1910, Paul Gabriel Camsat, un Nancéien, commence une activité de chausseur à Villeurbanne. En 1913, Camsat s'allie avec les établissements suisses Bally, donnant naissance de la Société anonyme Bally-Camsat en février 1914 qui s'installe au 61 rue du 4-Août ; Bally est actionnaire majoritaire. La production de chaussures pour femme passe de 250 paires par jour pendant la Première Guerre mondiale à 2 900 paires dans les années 1960. Bally-Camsat ouvre deux autres sites, à Moulins en 1947 et à Chambéry en 1953. Le site villeurbannais compte jusqu'à 1 408 salariés en 1948. La marque fait appel à de grands affichistes français dont Bernard Villemot et à des artistes comme Alain Gauthier pour promouvoir ses productions. Toutefois, l'activité décline, et l'usine ferme en 1998 après le dépôt de bilan de la filiale française que constitue Bally-Camsat puis la vente des actifs par Bally fin 1997.
L'usine Bally a fortement marqué la mémoire villeurbannaise, en particulier après les six mois d'occupation de l'usine par les ouvriers avant la cessation d'activité, en 1997-1998. Aussi, la friche industrielle est progressivement réinvestie. Après la démolition de la cheminée, fort symbolique, en 2002, les bâtiments les plus anciens, à savoir les ateliers originels de 1913, grand immeuble haut de plafond de cinq étages, et les bureaux années 1930 de style Art déco sont conservés et deviennent le nouveau tribunal d'instance de Villeurbanne en 2006, le reste du site est rasé,.

## Collaborations
Bally collabore avec des artistes tels que Otto Baumberger, Pierre Gauchat, Bernard Villemot, Hugo Laubi et Lise Berset pour créer des affiches publicitaires. 
La marque travaille également avec des designers d'intérieur et des architectes comme Robert Mallet-Stevens, Karl Moser et Andrée Putman, par exemple.

## Opérations
En 2008, TPG Capital cède Bally International AG au groupe Labelux basé en Autriche à Vienne, une holding de produits de luxe qui détient également Jimmy Choo Ltd et qui a été fondée par la famille allemande Reimann dans le cadre de l'investissement familial Joh A. Benckiser.
Aujourd'hui, la société est basée à Caslano, au Tessin, en Suisse et est dirigée par JAB Holding. 
La marque est rachetée en août 2024 par la société de capital-investissement californienne Regent. 